# Friedrich Olbricht
Friedrich Olbricht (4 de octubre de 1888 - 21 de julio de 1944) fue un general alemán, implicado en el Complot del 20 de julio de 1944.

## Vida
Olbricht nació en Leisnig, Sajonia, hijo de un profesor de matemáticas, Richard Olbricht. Finalizado el Instituto (Gymnasium) y el año preuniversitario (Abitur) en 1907, Olbricht se alistó al regimiento de infantería 106 en Leipzig como alférez. Luchó en la Primera Guerra Mundial de 1914 a 1918 y como capitán se encuadró en el Reichswehr, el ejército de la Alemania de posguerra, notablemente reducido en base al Tratado de Versalles de 1919.
Olbricht se casó con Eva Koeppel, con quien tuvo un hijo y una hija.
La desconfianza de Olbricht hacia los nazis se afianzó tempranamente, sobre todo a partir del Putsch de Múnich de 1923, cuando se alineó con Hans Oster, Erwin von Witzleben y Georg Thomas, quienes se distanciaron del pujante movimiento nacional-socialista, preocupados por el atractivo que los nazis tenían para muchos militares.
En 1926 Olbricht se incorporó al Ministerio de Defensa como encargado del “Bureau de Ejércitos Extranjeros”. En 1933 pasó a ser jefe de la plana mayor de la División Dresde.
En 1934, durante los acontecimientos de la Noche de los cuchillos largos, Olbricht consiguió salvar la vida a varios hombres asignándoles tareas militar-políticas bajo la protección del Ejército, que ya habían sido arrestados y hubieran sido asesinados en breve.
En 1935 estuvo marcado por el nombramiento de Olbricht como jefe de Estado Mayor del Cuarto Cuerpo de Ejército estacionado en Dresde. En 1938 se le encargó comandar la 24.ª División de Infantería. Ese mismo año intercedió por la rehabilitación de Werner von Fritsch, el comandante en jefe del Alto mando del Ejército de Tierra (Oberkomando des Heeres) que había caído en desgracia por haber sido acusado de homosexual (ver Escándalo Blomberg-Fritsch).

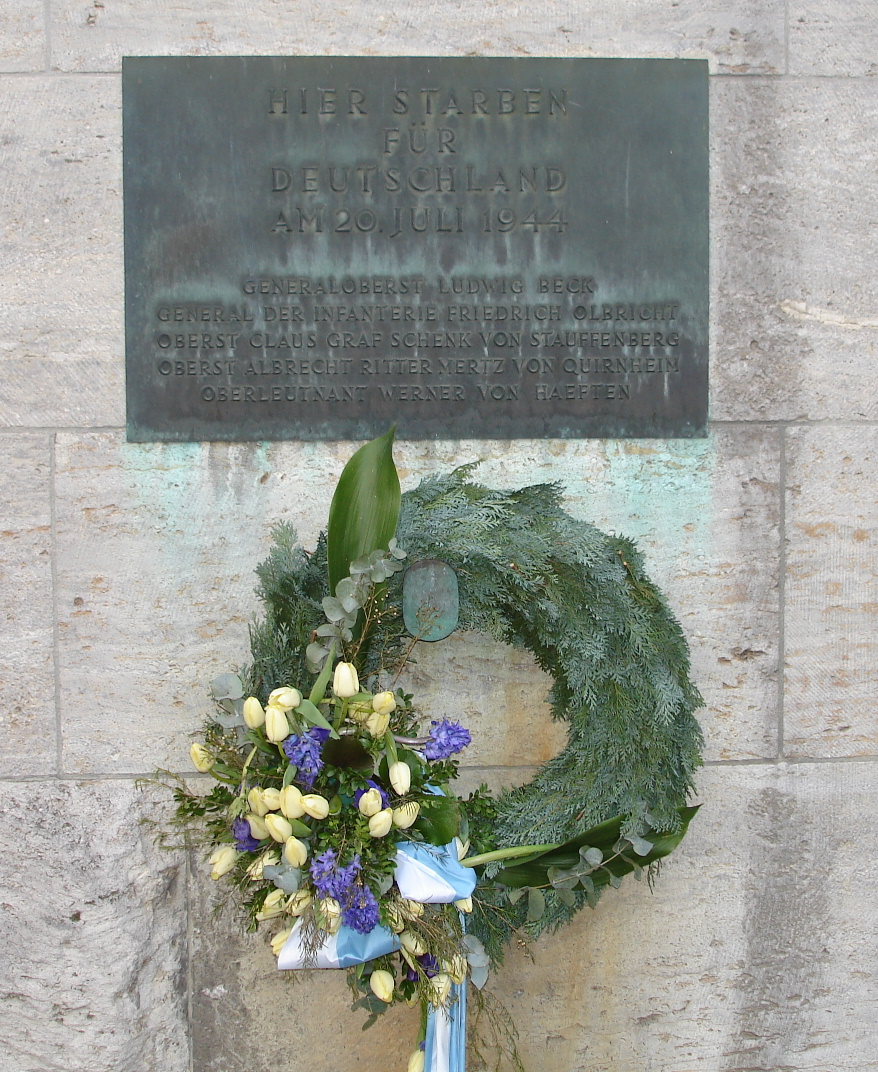
Memorial en el Bendlerblock.

Cuando estalló la Segunda Guerra Mundial, Olbricht comandaba la 24.ª División de Infantería durante la invasión de Polonia. Mandó la división desde el frente, incluso creando en una ocasión una improvisada unidad motorizada cargando tropas en su coche, de manera que pudieran avanzar y asegurar los puentes importantes antes de que fueran volados por el enemigo. Por su valentía y liderazgo dinámico de tropas, fue condecorado con la Cruz de Caballero de la Cruz de Hierro. El 15 de febrero de 1940, Olbricht fue ascendido a general de infantería. Se le nombró Jefe de la Oficina general del Ejército de Tierra (Allgemeines Heeresamt). Además fue hecho Jefe de la Oficina de reclutamiento de las fuerzas armadas (Wehrersatzamt) en el Oberkomando der Wehrmacht, el Alto mando de las fuerzas armadas.
En el invierno de 1941-1942, Olbricht ideó la Operación Valkiria, un plan del Estado Mayor para sofocar disturbios internos, pero que de hecho se podía considerar un plan detallado para dar un golpe de Estado. Conjuntamente con los círculos de la resistencia formados alrededor del coronel general Ludwig Beck, de Carl Friedrich Goerdeler y del mayor general Henning von Tresckow, trabajó para encontrar la manera de asesinar a Hitler y utilizar la Operación Valkiria para acabar con el régimen nazi. En 1943 solicitó el traslado a su oficina de Claus von Stauffenberg, quien luego sería el ejecutor del intento de atentado del 20 de julio de 1944.
El 20 de julio de 1944, Olbricht y el coronel Albrecht Mertz von Quirnheim iniciaron la Operación Valkiria con la movilización del ejército de reserva (Ersatzheer), pero después de que se supo que la bomba colocada por Stauffenberg no había matado a Hitler, el plan de ocupar los sitios clave de Berlín utilizando tropas del ejército de reserva empezó a fallar. El gobierno fue capaz en pocas horas de recuperar el control usando tropas leales.
A las nueve de la noche, Olbricht fue arrestado en su cuartel del Bendlerblock por soldados de la guarnición berlinesa.
Esa noche, el Coronel general Friedrich Fromm, supuestamente para cubrirse, celebró un consejo de guerra sumarísimo por el que se condenó a los cabecillas del golpe. Olbricht, Albrecht Mertz von Quirnheim, Werner von Haeften y Claus von Stauffenberg fueron sacados al patio y ejecutados por un pelotón de fusilamiento, contrariando así las órdenes de Hitler de mantener a los golpistas con vida.

## Condecoraciones
- Cruz de hierro de segunda clase 1914
- Cruz de hierro de primera clase 1914
- Broche para la Cruz de hierro de segunda clase 1914
- Broche para la Cruz de hierro de primera clase 1914
- Cruz de Caballero de la Cruz de Hierro